# رودي فايسنشتاين
رودي فايسنشتاين (بالعبرية: רודי ויסנשטין) (17 فبراير 1910 - 20 أكتوبر 1999 في تل أبيب) مصور فوتوغرافي إسرائيلي.
اشتهر بصوره التي توثق الحياة اليومية للمهاجرين اليهود في الثلاثينات من القرن العشرين. وكان المصور الفوتوغرافي الوحيد لإعلان قيام دولة إسرائيل، بخطاب بن غوريون في عام 1948. وقد بنى مجموعة بها أكثر من مليون صورة.

## حياته
ولد رودي فايسنشتاين عام 1910 في بلدة يهلافا الواقعة في منطقة بوهيميا مورافيا. تدرب في مهنة طبع الكتب في فيينا بين عامي 1929 و1931. ثم أكمل خدمته العسكرية في الجيش التشيكوسلوفاكي، ثم عمل مصورًا في صحيفتي براغ وفيينا.
بدأ التخطيط للهجرة إلى فلسطين في عام 1934، ورحل إلى أوروبا في أواخر عام 1935، ووصل إلى حيفا في يناير 1936. وواصل العمل كمصور وصحفي.
وفي عام 1940 تزوج ميريام أرنشتاين (1913-2011)، التي كانت قد هاجرت إلى فلسطين قبل فايسنشتاين. وافتتح ستوديو تصوير في شارع ألينبي في تل أبيب في عام 1940.
وثق فايسنشتاين الحياة اليهودية اليومية والثقافية في تل أبيب، بما في ذلك العديد من الشخصيات البارزة - من الفنانين والسياسيين، مثل مارك شاغال وماكس برود وإليانور روزفلت وإسحاق شتيرن والرسام ناحوم جوتمان.
قام بتصوير أوركسترا إسرائيل الفيلهارمونية منذ الحفلة الموسيقية الأولى التي أقامها أرتورو توسكانيني.
أما أشهر صور فايسنشتاين فهي تلك الخاصة بإعلان استقلال دولة إسرائيل في 14 مايو 1948، بإعلان دافيد بن غوريون، حيث كان المصور الوحيد المعتمد.